# Conseil supérieur du service public ferroviaire
 (janvier 2022).
Si vous disposez d'ouvrages ou d'articles de référence ou si vous connaissez des sites web de qualité traitant du thème abordé ici, merci de compléter l'article en donnant les références utiles à sa vérifiabilité et en les liant à la section « Notes et références ».
Le conseil supérieur du service public ferroviaire (CSSPF) est une instance consultative française, placée auprès du ministre des Transports. Créé en 1999, il est supprimé en 2009.

## Histoire
Créée par décret du 19 mars 1999. Sa mission est de « veiller au développement et à l'évolution équilibrée du secteur ferroviaire, à l'unicité du service public ferroviaire, à la cohérence dans la mise en œuvre de ces orientations par les établissements publics RFF et SNCF, ainsi qu'au respect des missions de service public de ces deux établissements ».
Sa composition, voulue pluraliste, compte 45 membres : parlementaires, élus locaux, représentants de l’État, personnalités qualifiées, présidents de la SNCF et de RFF,  représentants des salariés de la SNCF et de RFF, représentants des consommateurs, des usagers et des chambres de commerce et d’industrie. Le CSSPF émet des avis, soit sur demande du gouvernement, soit par autosaisine,  ainsi qu'un rapport annuel sur le fonctionnement du service public ferroviaire et son activité propre. Tous ces documents peuvent être consultés sur son site.
La création de ce conseil entrait dans le cadre de la « réforme de la réforme » selon la formule de Jean-Claude Gayssot, ministre des transports du gouvernement Jospin, la réforme qu'il s'agissait de réformer étant celle qui avait conduit en février 1997 à la création de RFF et donc à la scission en deux établissements publics du secteur ferroviaire, qui était la façon qu'avait choisi le gouvernement précédent (Juppé) d'appliquer en France la directive européenne 91/440/CEE sur la libéralisation du transport ferroviaire. La Gauche, et particulièrement le PCF, s'y était opposé, y voyant l'amorce d'un futur démantèlement de la SNCF. Cette mesure n'a pas remis en cause la création de RFF, ni la scission entre gestion de l'infrastructure et exploitation des services.
Son activité s'est ralentie avec le changement de majorité en mai 2002.
Ce conseil a été supprimé à compter du 9 juin 2009 en application du décret n° 2006-372 du 8 juin 2006 relatif aux commissions administratives à caractère consultatif.
L'article 251 de la loi n° 2010-788 du 12 juillet 2010 portant engagement national pour l'environnement ("Grenelle II") prévoit la création du conseil supérieur des transports terrestres et de l'intermodalité (CSTTI) qui remplacera, comme l'a proposé le rapport du Conseil général des ponts et chaussées d'avril 2008 sur la composition des organismes consultatifs du secteur des transports terrestres, le conseil national des transports et l'ancien conseil supérieur du service public ferroviaire.
Le Conseil supérieur des transports terrestres et de l'intermodalité est créé par le décret n° 2012-253 du 21 février 2012.